# Бронзові гаражі
Бронзові гаражі - український рок-гурт із міста Києва. Помітні представники українського альтернативного року початку 2000-х років.

## Історія
Гурт заснували в кінці 1994 року Богдан Скульський (барабани, вокал), який до того грав у гурті Клуб любителей отечественной музыки, а потім два роки відслужив у армії, Володимир Левицький (гітара, вокал) і Вадим Осипенко (бас, вокал). Перший концерт колективу відбувся в березні 1995 року в Будинку культури ДВРЗ. Літом у колектив прийшла випускниця школи Євгенія Муштук, яка стала новою солісткою гурту. Восени того ж року група виступила вже в новому складі в клубі Барви. Їхня музика тоді являла собою суміш панк-року, гранджу, нової хвилі та романтизму. Відіграли концерти майже у всіх клубах Києва, які існували тоді, але найбільше концертів дали в Кіноклубі. Взимку 1995 виступили в клубі Нью-Йорк разом з українськими гуртами Табула Раса, Біла гарячка, а також американською командою The Chrome Cranks. Відзняли кліп в естетиці 50-х років, режисером якого був Сергій Шнейдер.
Від 1995 до 2000 року гурт проводив активну концертну діяльність, а також брав участь у телерадіоефірі. Можна відзначити такі концерти, як: на день студента в листопаді 1998 року в Червоному корпусі КНУ, на відкритті байкерського сезону в квітні 1999 року на стадіоні Чайка. 1999 року телеканал ТЕТ відзняв живий виступ колективу і показав його в ефірі однієї з програм Решето.
1999 року студія Moon Records випустила альбом гурту на компакт-касетах.
Влітку 2000 року вокалісткою гурту стала Юліана Рубцова, а місце гітариста зайняв Валентин Зубаков (колишній учасник рок-гурту Салют абсурда). У цьому складі гурт став номінантом всеукраїнського конкурсу Перлини сезону 2001. Потім на гітарі став грати Тарас Олійник, а за барабанну установку сів Іштван Седлар. Таким чином, станом на 2003 рік у складі гурту залишалися лише два представники початкового колективу: Вадим Осипенко та Богдан Скульський.
На початку 2000-х років гурт став набагато рідше давати концерти. Це пов'язано з тим, що деякі з київських клубів, де виступав колектив, припинили своє існування, а інші перепрофілювались на більш традиційні напрямки рок-музики. Телерадіокомпанії тепер набагато менше приділяли уваги альтернативній рок-музиці, а віддали свій ефір майже виключно на поталу поп-співакам.  Ця тенденція згодом тільки посилювалась. Запис навіть у скільки-небудь пристойній студії тоді коштував 10$ за годину. А отже для більшості колективів, що були активні у 1990-х роках, музика стала хобі, на яке доводилось виділяти час окрім сім'ї та основної роботи. В таких умовах, щоб продовжити активну діяльність потрібні були неабиякі впертість та терпіння.

## Подальша доля учасників колективу
Після гурту Бронзові гаражі Вадим Осипенко спочатку грав у складі такого колективу, як Катрусин кінозалъ, а потім гурту Карта Zоряного Nеба.

## Дискографія
- Пісня "Гірка Атмофера" у збірці різних виконавців "Погляд" (1997, Галаs Muzic Factory)[11]
- Пісня "Ріки Жовтня" у збірці різних виконавців "Галаs / цУКРо ПОП" (1998, Галаs Muzic Factory)[11]
- Пісня "Без Тебя" у збірці різних виконавців "Атмосфера III - Неформальная Музыка Для Неформальных Людей" (1999, Moon Records (2))[11]